# Chuderov
Chuderov település Csehországban, az Ústí nad Labem-i járásban. Chuderov Ryjice, Ústí nad Labem, Velké Chvojno, Libouchec és Povrly településekkel határos. Lakosainak száma 1164 fő (2024. január 1.).

## Népesség
A település lakosságának változását az alábbi diagram mutatja:
| Lakosok száma | 993  | 927  | 1087 | 627  | 658  | 743  | 1048 | 1071 | 1154 | 1164 |
|               | 1869 | 1890 | 1921 | 1950 | 1980 | 2001 | 2017 | 2019 | 2022 | 2024 |